# Califórnio
O califórnio (homenagem ao Estado e à Universidade da Califórnia) é um elemento químico de símbolo Cf, número atômico 98 (98 prótons e 98 elétrons) e de massa atómica igual a [251] u. É um elemento metálico, sintético, transurânico, sólido, provavelmente de aspecto prateado, encontrado no grupo dos actinídeos da tabela periódica dos elementos.
Foi descoberto em 1950 por uma equipe de pesquisadores estadunidense na Universidade da Califórnia, Berkeley, bombardeando o elemento cúrio com partículas alfa.
O seu principal uso é como fonte de nêutrons para a análise do solo terrestre ou de outros planetas através de sondas espaciais. É o metal mais caro que pode ser comprado, custando aproximadamente US$ 27 milhões o grama e só pode ser comprado por uma organização internacional.

## Características principais

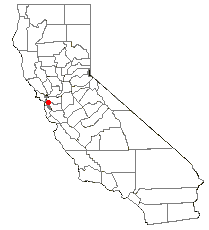
Estado da Califórnia, USA, e Berkeley.

O califórnio-252 (meia-vida de 56,4 anos) é um forte emissor de nêutrons, por isso, extremamente radioativo e prejudicial (um miligrama emite espontaneamente 170 milhões de nêutrons por minuto). O decaimento do califórnio-254 (meia vida de 556 dias) pode ter sido detectado através de telescópios em resíduos de supernovas. O califórnio-249 é resultante do decaimento beta do berquélio-249 e, a maioria dos outros isótopos do califórnio, são produzidos sujeitando o berquélio a intensos nêutrons num reator nuclear. O Califórnio tem alguns usos especiais devido a sua condição de elemento radioativo, porém é demasiadamente difícil obtê-lo para produzir alguma utilização significativa. Três de suas poucas aplicações são:
- usado para encontrar camadas de água e de óleo em poços de petróleo .
- como uma fonte portátil de nêutrons, tornando-se útil no processos de análise por ativação de nêutrons, podendo ser usado como fonte de radiação em radiologia (medicina), na análise da superfície de outros planetas através de sondas espaciais e, na descoberta e análise de ouro e prata para prospecção em solo terrestre.
- como fonte de nêutrons em reatores nucleares.

Até o momento, o califórnio não foi isolado na sua forma metálica. O único íon do califórnio que é estável em solução aquosa é o califórnio III. O califórnio não apresenta nenhum papel biológico, e somente alguns compostos foram obtidos e estudados. Entre estes estão incluídos: óxido de califórnio (Cf2O3), tricloreto de califórnio (CfCl3) e oxicloreto de califórnio (CfOCl).
A estrutura cristalina de dois compostos de califórnio foram determinados em 1962 por J. C. Wallman e Cunningham.

## Propriedades Físicas
Califórnio é um metal branco prateado actinídeos  com um ponto de fusão de 900 ± 30 °C e um ponto de ebulição estimado de 1 745 °C. O metal puro é maleável e pode ser facilmente cortado com uma lâmina de barbear. O Califórnio começa a vaporizar acima de 300 °C quando exposto em vácuo. Abaixo de -220° C o metal ou é califórnio ferromagnético ou ferrimagnético (atua como um ímã), entre 48 e 66 K que é antiferromagnética (um estado intermediário), e acima de 160 K (-110 °C) é paramagnético (campos magnéticos externos pode tornar magnético). ele forma ligas com metais lantanídeos mas pouco se sabe sobre eles.
O elemento tem duas formas cristalinas sob uma atmosfera padrão de pressão: A double-hexagonal forma estreita-embalados apelidado alfa (α) e uma forma cúbica de face centrada designada beta (β) [b] A forma α existe abaixo de 900 °C. com uma densidade de 15,10 g/cm3 e a forma β existe acima de 900 ° C, com uma densidade de 8,74 g/cm3. a 48 GPa de pressão das mudanças β formulário em um sistema cristalino ortorrômbico devido a fenómenos de deslocalização da 5f átomo elétrons, que os livra de vínculo. 
O módulo de elasticidade de um material a granel é uma medida da sua resistência à pressão uniforme. Módulo de bulk Californium é 50 ± 5 GPa, que é semelhante para os metais lantanídeos trivalentes, mas, menor do que metais mais conhecidos, tais como o alumínio (70 GPa).

## História
O califórnio foi pela primeira vez sintetizado na Universidade da Califórnia, Berkeley, pelos pesquisadores Stanely Thompson, Kenneth Street, Jr., Albert Ghiorso e Glenn T. Seaborg, em 1950. Era o sexto elemento transurânico descoberto, anunciando o feito em 17 de março de 1950.
Este elemento foi nomeado em homenagem ao estado americano da Califórnia e a Universidade da Califórnia: It is suggested that element 98 be given the name californium (symbol Cf) after the university and state where the work was done. This name, chosen for the reason given, does not reflect the observed chemical homology of element 98 to dysprosium (No. 66) as the names americium (No. 95), curium (No. 96), and berkelium (No. 97) signify that these elements are the chemical homologs of europium (No. 63), gadolinium (No. 64), and terbium (No. 65), respectively.
Para produzir o elemento 98, a equipe bombardeou um alvo de cúrio-242 com partículas alfa (35 MeV) num ciclotron de Berkeley, obtendo átomos de califórnio-245 (meia-vida de 44 minutos) com liberação de um nêutron.
{\displaystyle \mathrm {^{242}_{\ 96}Cm\ +\ _{2}^{4}He\ \longrightarrow \ _{\ 98}^{245}Cf\ +\ _{0}^{1}n} }

## Isótopos
19 radioisótopos do califórnio foram identificados, sendo os mais estáveis Cf-251 com uma meia-vida de 898 anos, Cf-249 com uma meia-vida de 351 anos, e Cf-250 com uma meia-vida de 13 anos. Todos os demais isótopos radioativos possuem meias-vidas inferiores a 2,7 anos, e a maioria destes com meias-vidas abaixo de 20 minutos. As massas atômicas dos isótopos do califórnio variam de 237,062 u (Cf-237) até 256,093 u (Cf-256).

## Aplicações
Califórnio-252 tem um número de aplicações especializadas como um emissor de neutrões forte, e cada micrograma de califórnio fresco produz 139 000 000 neutrões por minuto.  Esta propriedade torna califórnio útil como uma fonte de nêutrons de inicialização para alguns reatores nucleares, e como uma fonte de nêutrons portátil (não reator base) para a análise de ativação de nêutrons para detectar pequenas quantidades de elementos de amostras. Nêutrons de califórnio são utilizados como um tratamento de determinados cancros cervicais e do cérebro, onde a terapia de radiação tradicional é ineficaz. Ele tem sido usada em aplicações educacionais desde 1969, quando o Instituto de Tecnologia da Geórgia recebeu um empréstimo de 119 mcg de califórnio-252 da Usina do Rio Savannah. Ele também é usado com analisadores on-line de carvão elementar e analisador de material a granel nas indústrias de carvão e cimento.
A penetração de nêutrons em materiais, faz o califórnio útil em instrumentos de detecção, tais como combustível para haste scanners; radiografia de nêutrons de componentes de aeronaves e armas para detectar corrosão, soldas ruins, rachaduras e umidade presa;  e em detectores de metal portáteis  medidores de umidade de nêutrons usa califórnio-252 para encontrar água e as camadas de petróleo em poços de petróleo, como fonte de nêutrons portátil para prospecção de ouro e prata para análise local, e para detectar o movimento da água no solo. As grandes utilizações de califórnio-252, em 1982, foram, por ordem de utilização, um reator de arranque (48,3%), o combustível da haste de varrimento (25,3%), e análise de ativação (19,4%). [62] Em 1994 mais califórnio-252 foi usado na radiografia de nêutrons (77,4%), com haste de combustível de digitalização (12,1%) e reator de start-up (6,9%) como importantes, mas distantes usos secundários.
Califórnio-251 tem uma massa crítica muito pequena (cerca de 5 kg), letalidade elevada e um relativo curto período de irradiação toxica no meio ambiente. A baixa massa crítica do califórnio levou a algumas afirmações exageradas sobre possíveis usos para o elemento.
Em outubro de 2006, pesquisadores anunciaram que três átomos de Ununoctium (elemento 118) haviam sido identificados no Instituto Conjunto de Pesquisa Nuclear de Dubna, na Rússia, como o produto de bombardeio de califórnio-249 com o cálcio-48, tornando-se o elemento mais pesado nunca antes sintetizado. O alvo desta experiência continha cerca de 10 mg de califórnio-249 depositado sobre uma folha de titânio de 32 cm2 de área. O Califórnio também tem sido utilizado para a produção de outros elementos transurânicos. Por exemplo, o elemento 103 (mais tarde chamado de lawrencium) foi sintetizado pela primeira vez em 1961, bombardeando califórnio com núcleos de boro.

## Literatura
- A Guide to the Elements - Revised Edition, Albert Stwertka, (Oxford University Press; 1998) ISBN 0-19-508083-1.